# Jurf ed-Darawish
Jurf ed-Darawish, das auch unter den Namen Jurf ad-Darawish,  Jurf al-Darawish und Derawish bekannt wurde, ist ein römisches Kleinkastell, dessen Besatzung für Sicherungs- und Überwachungsaufgaben am vorderen Limes Arabiae et Palaestinae in der Provinz Arabia zuständig war. Später gehörte der Garnisonsort zu der während der Regierungszeit des Kaisers Diokletian (284–305) gegründeten Provinz Palaestina Tertia. Die Fortifikation befindet sich auf dem Gemeindegebiet von Jurf ed-Darawish, einem Dorf im jordanischen Gouvernement at-Tafila, das sowohl durch die Hedschasbahn als auch durch die Landstraße R60 erschlossen wird. Die moderne Stadt Tafila befindet sich rund 36 Kilometer nordwestlich von Jurf ed-Darawish; die Kleinstadt Qatraneh liegt 69 Kilometer südlicher.

## Lage

### Geologie und Flora
Die Geologie im Raum von Jurf ed-Darawish wird durch fluviatilen Schotter geprägt, der örtlich von pleistozänen vulkanischen Basaltströmen des rund vier Kilometer nordwestlich gelegenen Jebel el-Qirana überlagert wird. Der jüngste dieser Ströme bedeckte die Wadi-Schotter nördlich und nordwestlich des Dorfes Jurf Ed-Darawish. In die Schotter sind paläolithische Funde eingebettet, die der Geologe Friedrich Bender (1924–2008) als Leiter der ab 1961 in Jordanien tätigen Deutschen Geologischen Mission entdeckte. Wie der kanadische Biblische Archäologe Burton MacDonald feststellen konnte, scheint es in dieser Zeit, aus der die ältesten Spuren menschlicher Besiedlung stammen, im Raum um Jurf ed-Darawish Seen gegeben zu haben, die in eine dschungelartige Landschaft eingebettet waren. Das Gebiet gilt heute als eines der bekanntesten Ölschiefervorkommen in Zentraljordanien. Die dort in geringer Tiefe angetroffenen Ablagerungen von bituminös-schieferigem Mergel und Kalksteinen werden als besonders reichhaltig eingestuft.
In der vom Wüstenklima geprägten Landschaft fallen nur begrenzt Niederschläge. Daher lässt sich im Raum um Jurf ed-Darawish lediglich eine geringe Vegetationsbedeckung ausmachen. Neben anderen kleinwüchsigen Gewächsen gehört eine Pflanze aus der Familie der Schafgarben, Achillea fragrantissima, zu den Wadigesellschaften, die in Jurf ed-Darawish zu finden sind.

### Topographie des Kleinkastells
Eine der größten römischen Garnisonen Jordaniens am vorderen spätantiken Limes, das Kastell Dajaniya, befindet sich rund 19 Kilometer südwestlich der Fortifikation von Jurf ed-Darawish. Ein weiterer Fundort, der wohl in spätrömisch-byzantinischer Zeit als Signalturm genutzt wurde, befindet sich auf dem lediglich elf Kilometer südwestlich gelegenen Vulkanhügel des Jebel Jeheirah. Von dort aus konnte das gesamte Land von Norden bis Südwesten in einer alles überragenden Position überwacht werden. Das Kleinkastell Jurf ed-Darawish selbst bildet einen markanten rechteckigen Schutthügel im Süden des heutigen Dorfes und befindet sich am Nordwestufer des in diesem Bereich von Nordosten nach Südwesten abfließenden Wadi Jurf. Nahebei liegt die Ausfahrt Jurf ed-Darawish an der Landstraße R60.
Zum Castellum gehört auch der rund 0,74 Kilometer südöstlich gelegene, heute weitgehend zerstörte kleine Wachturm Qasr el-Bint auf dem Jebel ed-Tabiya in rund 1028 Metern Seehöhe. Der vom Kleinkastell aus gut einsehbare Turm, dessen keramisches Material der Eisenzeit II (1000–586 v. Chr.) und dann erst wieder der früh- und spätrömischen sowie der byzantinischen Epoche zuzuordnen ist, liegt an der nordwestlichen Abbruchkante eines sich in gleicher Himmelsrichtung verjüngenden plateauartigen Geländesporns, dessen mächtige Deckschicht aus einer im Ypresium entstandenen Kalk-Hornstein-Stufe besteht, die über Kreidemergeln des Paleozän liegt. Namensgebend für diese Stufe war der Jebel Umm Rijam, der rund drei Kilometer südöstlich von Jurf ed Darawish liegt. Das topographische Relief unterhalb des Turms fällt relativ steil um rund 45 Meter ab und mündet nach einem halben Kilometer nochmals um rund 35 Meter tiefer im Wadi Jurf.
Der in Jurf ed-Darawish stationierten römischen Grenzschutzeinheit bot sich insbesondere vom Wachturm Qasr el-Bint aus eine fast uneingeschränkte Sicht in fast alle Himmelsrichtungen. Lediglich nach Osten war der Blick beschränkt, da hier ein Berggrat Einhalt gebot. Zu bestimmten Zeiten nutzte das römische Militär Kleinkastell und Turm, um die Kontrolle über das Grenzgebiet zu behalten.

## Forschungsgeschichte
Zum ersten Mal wurde das Kastell während einer 1897 durchgeführten Forschungsreise des österreichischen Althistorikers Alfred von Domaszewski (1856–1927) und des deutsch-amerikanischen Philologen Rudolf Ernst Brünnow (1858–1917) bekannt, die den römischen Limes und viele weitere antiken Stätten der einstigen Provinz Arabia besuchten.
Später war der amerikanische Provinzialrömische Archäologe Samuel Thomas Parker (1950–2021) vor Ort. Parker, der bereits 1976 zum ersten Mal an diesem Fundplatz gewesen war, wurde von 1980 bis 1989 Leiter einer Mannschaft aus Wissenschaftlern unterschiedlicher Disziplinen, die im Rahmen des Limes Arabicus Projects ihren Schwerpunkt auf den römischen Grenzverlauf in Zentraljordanien gelegt hatten. Der Archäologe untersuchte jedoch bereits 1979 das Kleinkastell Jurf ed-Darawish. Mit dem britischen Archäologen George Macrae Findlater, der unter anderem in führenden Positionen für das British Institute in Amman arbeitete, kam es während der von ihm geleiteten Dana Archaeological Survey (DAS) zwischen 1994 und 1996 unter anderem zu einer erneuten Erkundung des Gebietes um Jurf ed-Darawish. Ein weiteres Mal wurde das Areal dann zwischen 1999 und 2001 durch MacDonald aufgesucht, der die Tafila-Busayra Archaeological Survey (TBAS) leitete.
Eine archäologisch betreute Ausgrabung hat an diesem Platz noch nicht stattgefunden.

## Baugeschichte
Wie MacDonald berichtete, war das fast quadratische, von Südosten nach Nordwesten zum Wadi Jurf hin orientierte Kleinkastell Jurf ed-Darawish an seiner ostwestlichen Flanke 37 Meter und an seiner nordsüdlichen Flanke 38 Meter breit und damit insgesamt rund 0,14 Hektar groß. Findlater hatte bei seiner zuvor erfolgten Untersuchung eine ungefähre Größe von 35 × 35 Metern angegeben und vermutete den Eingang an der Westseite der Anlage. Die Fortifikation wurde aus Kalksteinblöcken errichtet, die in Mörtel verlegt waren. Obwohl bei älteren Forschungen Entsprechendes nicht festgestellt werden konnte, besaß Jurf ed-Darawish MacDonald zufolge zumindest einen nachweisbaren Turm in der nordwestlichen Ecke. Domaszewski hatte die aus Kalkstein errichtete Umwehrung bereits mit einer Breite von 1,70 Metern eingemessen und ihre Seitenlänge mit 36 Metern angegeben. Schon er sah die Anlage zudem als ein zeitlich „spätes“ Bauwerk an und stellte fest, dass das Gebäudeinnere nicht zu erkennen war und damit offenbar auch kein sinnvoller Plan gezeichnet werden konnte. Auch Parker fand offenbar noch 1976 ähnlich undifferenzierbare archäologische Strukturen am Fundort vor wie seine Vorgänger. So war damals die Anlage weitgehend mit einem schluffigen Lehmüberzug bedeckt. MacDonald nahm bei seinen Untersuchungen nochmals Maß an der Umfassungsmauer und stellte dort eine Breite von 3,41 bis 3,58 Metern fest. Der Archäologe konnte damit planmäßige Ähnlichkeiten an den Kastellen in Qasr Bshir und Qasr eth-Thuraiya nachweisen, womit auch Jurf ed-Darawish möglicherweise als spätantikes Quadriburgium einzuschätzen ist.
Parker nutzte bei seinen Forschungsexpeditionen zum spätantiken Limes Arabicus ein stratigraphisches Schema, das der vereinfachten Zuordnung für die gesicherten römischen und byzantinischen Funde und Befunde dient. Dieses Schema hatte der Archäologe und Keramikexperte James A. Sauer (1945–1999) im Jahr 1973 aufgestellt und war von Parker 2006 überarbeitet worden.
| Stratum | Zeitstellung            | Ungefähre Datierung        |
| ------- | ----------------------- | -------------------------- |
| VII     | frührömisch I–IV        | ca. 63 v. Chr.–135 n. Chr. |
| VI      | spätrömisch I–III       | ca. 135–284                |
| VI      | spätrömisch IV          | ca. 284–324                |
| VB      | frühbyzantinisch I      | ca. 324–363                |
| VA      | frühbyzantinisch II     | ca. 363–400                |
| IV      | frühbyzantinisch III–IV | ca. 400–502                |
| III     | spätbyzantinisch I–II   | ca. 502–551                |

Obwohl die 1976 während des Limes Arabicus Survey Projects bei einer Feldbegehung im Inneren der Anlage von Parkers Mannschaft geborgene Ausbeute an Keramikfragmenten mit 105 Scherben ziemlich gering war, beurteilte der Archäologe die zeitliche Gründungsphase auf dieser Grundlage in die Regierungszeit der Severer (193–235). Folgende Tabelle gibt die Analyse der genau datierbaren keramischen Fundmaterials, von dem die meisten kleine Wandscherben waren, wieder:
| Anzahl | Zeitstellung          | Bemerkung           |
| ------ | --------------------- | ------------------- |
| 12     | spätrömisch II–IV     | ca. 193–324 n. Chr. |
| 2      | frühbyzantinisch I–II | ca. 324–400 n. Chr. |

Auch Findlater unternahm eine Feldbegehung, die den Datumsbereich für Jurf ed-Darawish mit Keramikscherben von der frührömischen bis in die frühislamische Zeit erweitert. Anschließend wurden während der Expedition von MacDonald 2001 neben neolithischer Ware insbesondere hellenistisch-römische Stücke geborgen. Frührömisch-nabatäische und spätrömisch-byzantinische Ware fehlte bei ihm jedoch.
Mit der severischen Zuordnung erinnerte Jurf ed-Darawish die Wissenschaftler in seiner Größe, Form, der von Domaszewski gemessenen Wandbreite sowie den zu dieser Zeit noch nicht erkannten Ecktürmen an die zweite Bauphase des Qasr el-Hallabat, der nach Meinung des amerikanischen Archäologen James Lander sicher als severische Fortifikation eingestuft werden kann.

## Kritik
Wie an anderen Fundorten des Limes Arabicus trat Findlater in seiner Dissertation von 2003 auch in Jurf ed-Darawish als Zweifler an den bisherigen Theorien einer militärischen Befestigung auf. Bei seiner negativen Argumentation schloss er insbesondere auch für den Qasr el-Bint, der offenbar eine nabatäische Gründung ist, eine Nutzung durch römisches Militär aus. Zwar legte er sich für die Anlage von Jurf ed-Darawish auch vorsichtig auf eine Gründung der späteren römischen Zeit fest, doch entbehrten für ihn dieser Fundort jede militärische Bedeutung. Ihm schien Jurf ed-Darawish eher eine Straßenstation oder Karawanserei gewesen zu sein. Die Feststellung eines Eckturms an der Befestigung durch MacDonald befand er für wenig tragfähig, wobei auch er an der nordwestlichen und südwestlichen Ecke kurze Wandlinien erkannte, die auf Türme hindeuten könnten. Da das Gelände in der Mitte des Gevierts der Anlage eine Senke bildet, konnte sich Findlater vorstellen, dass die Raumfluchten rund um die Innenseiten der Kurtinen herum gruppiert waren und in der Mitte so Platz für einen zentralen, offenen Innenhof ließen.
Findlater befand Berichte für unglaubwürdig, dass der erweiterte Fundplatz rund um die Anlage von Jurf ed-Darawish weitgehend im Schwemmlandschlamm begraben liegen soll. Seiner Meinung nach wurden die antiken Überreste durch die Bewohner der heutigen Siedlung und während des Baus der Hedschasbahn gründlich ausgeraubt.

## Spätantiker vorderer Limesverlauf zwischen Jurf ed-Darawish und Abu Hutana
| Name/Ort                      | Beschreibung/Zustand |
| ----------------------------- | --- |
| Kleinkastell Jurf ed-Darawish | siehe oben |
| Qasr el-Bint                  | Sichtbare Steinturmstelle, siehe oben |
| Tell Burma                    | Die 6 × 6 Meter große Steinturmstelle am westlichen Rand des Tell Burma ist sichtbar erhalten geblieben. Der Turm besitzt eine Mauerstärke von 1,20 Metern und wurde fünf Kilometer südlich des Qasr el-Bint errichtet. Mit diesem sowie dem nächstgelegen, 5,50 Kilometer südlich gelegenen Turm, der als Abu Hutana beziehungsweise Abu Hitana bekannt ist, bestand Sichtverbindung. Das von Findlater an dieser Turmstelle untersuchte keramische Fundmaterial datierte von der spätrömischen bis in die spätbyzantinische Zeit. Nur etwas weiter westlich dieser Turmstelle konnte Findlater das Teilstück einer Straßentrasse beobachten. Es wurde deutlich, dass der noch erkennbare Straßenabschnitt nicht durch Fahrzeuge oder modernes Planiergerät entstanden ist. Die Trasse ist acht Meter breit, und wird durch größere Steine randlich begrenzt. Mit anderen Teilstücken dieser Straße sowie fragmentiert entdeckten Steinstelen, die den Weg gleichfalls markierten, gehören diese Befunde zu einer alten, aufgegebenen Route des Haddsch. |
| Abu Hutana                    | → Hauptartikel : Abu Hutana [ 33 ] |